# Szczytno
Szczytno (německy Ortelsburg, mazurským nářečím Scÿtno) je město v Polsku ve Varmijsko-mazurském vojvodství ve stejnojmenném okrese. Nachází se na Mazurské jezerní plošině, 50 km jihozápadně od jezera Śniardwy, 40 km jihovýchodně od Olštýnu, 150 km severně od Varšavy. V roce 2024 zde žilo 21 878 obyvatel.